# Casi un milagro de amor
Casi un milagro de amor era una telenovela argentina producida y dirigida para Río de la Plata Televisión (hoy eltrece) en 1963. Fue protagonizada por Beatriz Día Quiroga y Rodolfo Salerno. Además contó con las participaciones de los actores Beto Gianola, Alfonso de Grazia, Graciela Araujo y la primera actriz Milagros de la Vega.
La telenovela fue presentada en el espacio Teleteatro Palmolive del Aire.

## Elenco
- Beatriz Día Quiroga - Paulina
- Rodolfo Salerno - Toribio
- Beto Gianola
- Graciela Araujo
- Milagros de la Vega
- Alfonso de Grazia
- Emilio Alfaro
- Susana Rinaldi
- Nelly Láinez
- Adolfo Linvel
- María Luisa Robledo
- Atilio Marinelli
- Rodolfo Onetto
- Tito Alonso

## Equipo de producción
- Historia: Alberto Migré
- Adaptación y libretos: Alberto Migré
- Dirección: Alberto Moneo